# Curtis Millender
Curtis Millender (Anaheim, 1º dicembre 1987) è un lottatore di arti marziali miste statunitense.

## Biografia
Combatte nella categoria dei pesi welter per l'organizzazione statunitense UFC. In passato ha militato anche nelle promozioni Legacy Fighting Alliance, Bellator MMA, Lights Out e Fight Club OC.

## Carriera nelle arti marziali miste

### Gli inizi e Bellator MMA
Compie il suo debutto nelle arti marziali miste nel febbraio 2013, militando esclusivamente, durante i primi anni di carriera, per la federazione californiana Fight Club OC. Dopo aver ammassato sette vittorie in altrettanti incontri approda presso la Bellator MMA, in cui non trova però molta fortuna e subisce due sconfitte in tre match: le poco brillanti prestazioni di Millender all'interno dell'azienda di Santa Monica ne decretano il rilascio nell'agosto 2015.
Tornato quindi alla Fight Club OC, l'anno seguente si laurea campione dei pesi welter in due promozioni, arrivando a conquistare la cintura anche nella Fight Club OC.
Tra il 2017 e il 2018 milita nella federazione texana Legacy Fighting Alliance, racimolando tre successi.

### Ultimate Fighting Championship
Con alle proprie spalle una striscia di sei vittorie consecutive, agli inizi del 2018 Millender è messo sotto contratto dalla promozione UFC. Compie il suo debutto nel mese di febbraio, infliggendo un KO ai danni del veterano ed ex contendente al titolo dei pesi welter UFC Thiago Alves. Termina l'anno combattendo altre due volte e ottenendo due vittorie ai punti contro Max Griffin e Siyar Bahadurzada.

## Risultati nelle arti marziali miste
| Risultato | Record | Avversario                | Metodo                           | Evento                                | Data             | Round | Tempo | Città                            | Note                           |
| --------- | ------ | ------------------------- | -------------------------------- | ------------------------------------- | ---------------- | ----- | ----- | -------------------------------- | ------------------------------ |
| Sconfitta | 18-6   | Sabah Homasi              | Decisione (unanime)              | Bellator 243                          | 7 agosto 2020    | 3     | 5:00  | Uncasville, Stati Uniti          |                                |
| Vittoria  | 18-5   | Moses Murrietta           | Decisione (unanime)              | Bellator 238                          | 25 gennaio 2020  | 3     | 5:00  | Inglewood, Stati Uniti           | Incontro catchweight (180 lbs) |
| Sconfitta | 17-5   | Belal Muhammad            | Decisione (unanime)              | UFC 236: Holloway vs. Poirier 2       | 13 aprile 2019   | 3     | 5:00  | Atlanta, Stati Uniti             |                                |
| Sconfitta | 17-4   | Elizeu Zaleski dos Santos | Sottomissione (rear-naked choke) | UFC Fight Night: Lewis vs. dos Santos | 9 marzo 2019     | 1     | 2:35  | Wichita, Stati Uniti             |                                |
| Vittoria  | 17-3   | Siyar Bahadurzada         | Decisione (unanime)              | UFC 232: Jones vs. Gustafsson 2       | 29 dicembre 2018 | 3     | 5:00  | Inglewood, Stati Uniti d'America |                                |
| Vittoria  | 16-3   | Max Griffin               | Decisione (unanime)              | UFC 226: Miocic vs. Cormier           | 6 luglio 2018    | 3     | 5:00  | Las Vegas, Stati Uniti d'America |                                |
| Vittoria  | 15-3   | Thiago Alves              | KO (ginocchiata)                 | UFC Fight Night: Cowboy vs. Medeiros  | 18 febbraio 2018 | 2     | 4:17  | Austin, Stati Uniti d'America    | Performance of the Night.      |